# Heechheim (Goëngahuizen)
Heechheim – wiatrak w miejscowości Goëngahuizen, w gminie Smallingerland, w prowincji Fryzja, w Holandii. Młyn powstał w XVIII w. Był restaurowany w latach 1954, 1970, 1977 i 1995. Ma on jedno piętro. Jego śmigła mają rozpiętość 14,00 m. Wiatrak służył głównie do pompowania wody za pomocą śruby Archimedesa.